# Spiraea lobulata
Spiraea lobulata är en rosväxtart som beskrevs av Tse Tsun Yu och L.T. Lu. Spiraea lobulata ingår i släktet spireor, och familjen rosväxter. Inga underarter finns listade i Catalogue of Life.